# Tatyjana Konsztantyinovna Romanova orosz hercegnő
Tatyjana Konsztantyinovna orosz hercegnő, férjezett Tatyjana Konsztantyinovna Bagratyion-Muhranszkaja grúz hercegné (oroszul: Княжна Татьяна Константиовна Романова; Szentpétervár, 1890. január 11./23. – Jeruzsálem, 1970. augusztus 28.) orosz hercegnő, házassága révén grúz hercegné, „Tamara nővér” néven apáca.

## Élete

### Származása és gyermekkora
Tatyjana Konsztantyinovna hercegnő 1890 telén jött világra édesapja Konsztantyin Konsztantyinovics nagyherceg és Erzsébet szász–altenburgi hercegnő harmadik gyermekeként, egyben első leányaként. Annak ellenére, hogy egy nagyherceg leányaként született, III. Sándor cár törvénye értelmében csupán hercegnői rangot viselhetett, mivel nagyapja nem volt uralkodó.
A hercegnő hét testvér között nőtt fel; idősebb húga, Natalja Konsztantyinovna két hónaposan meghalt. A verseket és színdarabokat író Konsztantyin Konsztantyinovics nagyherceg a legjobb oktatókat biztosította gyermekeinek abban a reményben, hogy valamelyikük majd követi őt írói pályáján. Noha ezt az álmát csak Oleg Konsztantyinovics váltotta valóra, mindegyik utódja magas szintű irodalmi ismeretekkel bírt. Jelizaveta Mavrikijevna nagyhercegnének gondja volt rá, hogy legidősebb leánya a lehető legtöbbször elkísérje őt jótékonysági rendezvényekre.

### Házassága és gyermekei
1911 tavaszán nyilvánosságra hozták Tatyjana hercegnő és Konsztantyin Alekszandrovics Bagration-Muhranszkij grúz herceg (1889–1915) eljegyzését. Konsztantyin Alekszandrovics Tbilisziben született Alekszandr Mihajlovics Bagratyion-Muhranszkij herceg és Nyina Tarhan-Muravi hercegnő fiaként. A Bagrationi, oroszosan Bagratyion család Grúzia királyi családja volt, azon belül a Muhrani-ág pedig Muhrani uralkodó hercegeit adta; mígnem a 19. században Grúzia elfoglalásával le nem kerültek a trónról. Az I. Pál cár által kiadott Családi Törvények szerint minden cári családtagnak kötelessége volt uralkodóházból származó házastársat választania magának. A Bagrationi-ház helyzete az Orosz Birodalmon belül nem volt egyértelmű, mert tagjai ugyan egyszerű hercegi rangot viseltek, de bizonyos szempontból királyi hercegeknek tekintették őket az okból kifolyólag, hogy – akárcsak az Orléans-ház – valamikor uralkodócsaládnak számítottak.

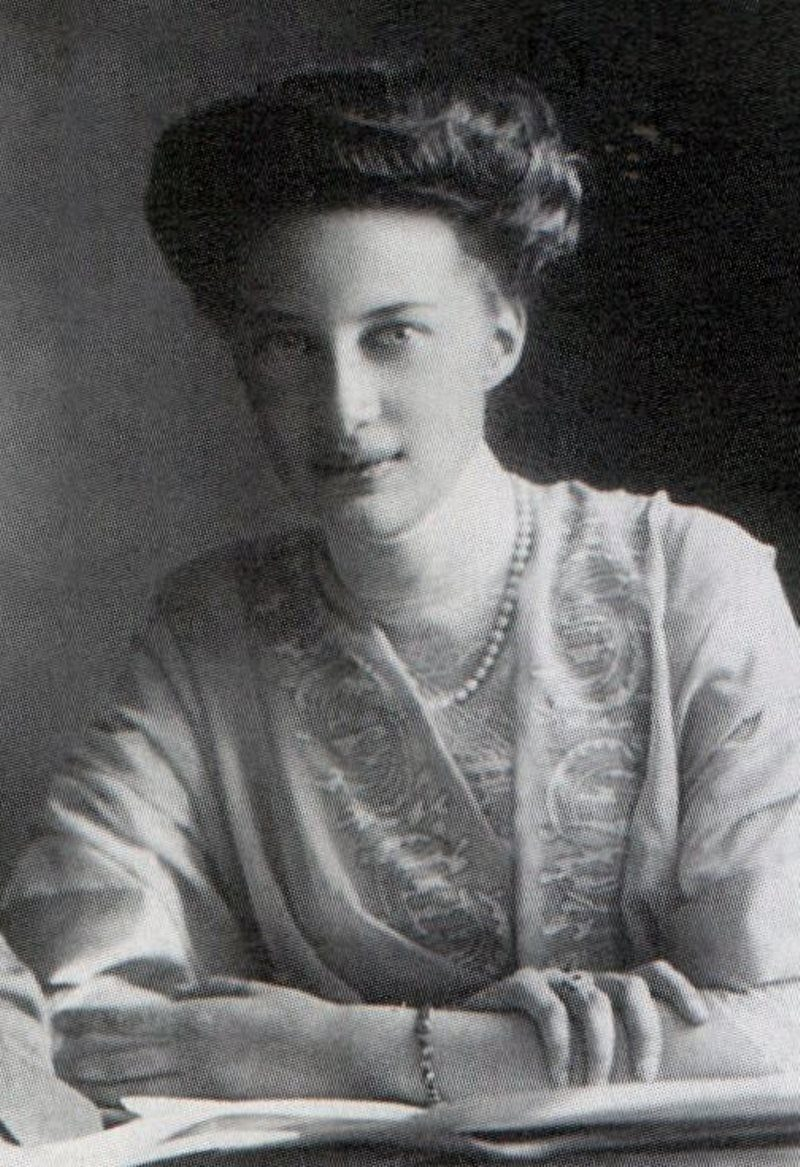
Tatyjana Konsztantyinovna hercegnő eljegyzési fényképe 1911-ből

Tatyjana Konsztantyinovna szülei, II. Miklós cár és a Bagratyion-ház tagjai hosszas tárgyalásokat folytattak arról, hogyan lehetne megoldani a házassággal felmerült problémákat. Amennyiben ugyanis a Bagrationi-ház nem uralkodócsalád, Tatyjana hercegnő morganatikus frigyre lép, kapcsolata Konsztantyin Alekszandroviccsal érvénytelennek számított volna az orosz törvények szerint. A helyzetet az is bonyolította, hogy a Családi Törvények jóval azelőtt keletkeztek, hogy III. Sándor kimondta volna a cári család nagyhercegi és hercegi rangra tagolását. A megoldást végül egy sor törvénymódosítás és rendelet kiadása jelentette. II. Miklós cár változtatott a Családi Törvényeken, így annak házassági passzusa nem minden cári családtagra, csak a nagyhercegi címet viselőkre vonatkozott. Konsztantyin Alekszandrovics herceget a „Gruzinszkij herceg”, azaz grúz herceg titulussal látta el az uralkodó, ekképpen félig elismerve őt egy uralkodóház tagjának. Tatyjana Konsztantyinovna lemondott orosz címeiről és a trón iránti igényéről mind maga, mind valamikori leszármazottjai nevében; felvette a „Bagratyion-Muhranszkaja hercegné” nevet.
A cári családtagok jelentős részének nem nyerte el tetszését II. Miklós engedékenysége és Tatyjana Konsztantyinovna választása. „Az első nőtagja a családnak, aki rangon alul házasodik. Egyszerűen halálán volt és sorvadozott emiatt a rangon aluli szerelem miatt, és most jóváhagyták. Veszélyes dolgok indulhatnak meg ezzel a családban…” – vélekedett Marija Alekszandrovna nagyhercegnő és szász–coburg–gothai uralkodó hercegné unokahúga házasságával kapcsolatban.
Konsztantyin Alekszandrovics herceg és Tatyjana Konsztantyinovna hercegnő 1911. szeptember 3-án a hercegnő édesapjának pavlovszki birtokán keltek egybe II. Miklós cár jelenlétében. A frigyből két gyermek származott:
- Tejmuraz Konsztantyinovics Bagratyion-Muhranszkij herceg (1912. augusztus 12. – 1992. április 10.), a Tolsztoj Alapítvány igazgatója, a Jugoszláv Királyi Hadsereg tisztje
- Natalja Konsztantyinovna Bagratyion-Muhranszkaja hercegnő (1914. április 6. – 1984. augusztus 6.), Sir Charles Hepburn-Johnston neje.

### Száműzetésben
Az első világháború kitörésekor Tatyjana Konsztantyinovna férje és bátyjai a frontra vonultak. Először Oleg herceg esett el 1914-ben, majd 1915. május 19-én Lvov mellett Konsztantyin Alekszandrovics herceg is életét vesztette. Alig egy hónap múlva elhunyt Konsztantyin Konsztantyinovics nagyherceg is. Az özvegy Tatyjana hercegnő nagybátyjához, Dmitrij Konsztantyinovics nagyherceghez költözött, aki apaként gondoskodott róla és fiatal gyermekeiről. Nagybátyja palotájában Tatyjana Konsztantyinovna találkozott Dmitrij nagyherceg szárnysegédjével, Alekszandr Vasziljevics Korocsenzov cári tiszttel (1877–1922), akivel egymásba szerettek.
A cári rendszer megdöntését, majd a bolsevikok hatalomátvételét követően a növekvő veszély láttán a hercegnő a menekülés mellett döntött. Noha éppen beteg volt, és emiatt gyakran hordágyon kellett szállítani, Korocsenzov segítségével Tatyjana hercegnő és gyermekei biztonságban el tudták hagyni Oroszországot. A hercegnő három fivérét, Ivan, Igor és Konsztantyin hercegeket, valamint Dmitrij Konsztantyinovics nagyherceget több más rokonukkal együtt 1918 és 1919 során sorra kivégezték a bolsevikok. Jelizaveta Mavrikijevna nagyhercegné, Tatyjana hercegnő édesanyja és három gyermeke szintén sikeresen kijutottak az országból, ők Svédországban leltek menedékre.
Tatyjana Konsztantyinovna és gyermekei, valamint Korocsenzov először Romániában, később Svájcban találtak otthonra. Édesanyja és nagynénje, Olga görög királyné bátorítására 1921. november 9-én Genfben Tatyjana hercegnő feleségül ment Korocsenzovhoz. Kapcsolatukból nem származott gyermek; alig három hónappal az esküvőt követően, 1922. február 6-án Korocsenzov váratlanul elhalálozott. Tatyjana Konsztantyinovna maga nevelte fel gyermekeit. Miután gyermekei önálló életet kezdtek, Jeruzsálembe utazott, ahol az Olajfák hegyén álló ortodox apácakolostorban letette nővéri fogadalmát. A „Tamara nővér” nevet választotta a zárdában első férje ősei, I. Tamar és II. Tamar grúz királynők után. A kolostor apátnőjeként halt meg 1970. augusztus 28-án.
Fia, Tejmuraz Konsztantyinovics herceg a második világháborút követően az Amerikai Egyesült Államokba emigrált. 1940-ben nőül vette a szerb Elena Racicot, aki 1946-ban hunyt el. 1949-ben az orosz nemesi származású Irina Szergejevna Csernyseva-Bezobrazova grófnővel lépett házasságra. A herceg gyermektelenül hunyt el New Yorkban. Tatyjana hercegnő leánya, Natalja Konsztantyinovna hercegnő 1944-ben lett Sir Charles Hepburn-Johnston brit diplomata felesége. Natalja hercegnő utód nélkül halt meg Londonban. Tatyjana Konsztantyinovna hercegnő házassága Bagratyion-Muhranszkij herceggel szolgáltatja az alapot a Romanov-házon belüli trónigénylési vitákhoz. Vlagyimir Kirillovics nagyherceg szintén a Bagratyion-Muhranszkij-ház egyik tagjával kötött házasságot, mely heves vitákat eredményezett arról, hogy gyermekének van-e joga az orosz trónra.